# Bulbophyllum lichenophylax
Bulbophyllum lichenophylax är en orkidéart som beskrevs av Rudolf Schlechter. Bulbophyllum lichenophylax ingår i släktet Bulbophyllum och familjen orkidéer. Inga underarter finns listade i Catalogue of Life.